# Humbo
Humbo är ett distrikt i Etiopien.   Det ligger i zonen Wolayita Zone och regionen Southern Nations, i den centrala delen av landet, 280 km söder om huvudstaden Addis Abeba.